# Kenny-Caffey-Syndrom
Das Kenny-Caffey-Syndrom (KCS) ist eine sehr seltene angeborene Skelettdysplasie mit charakteristischer Einengung des Markraumes der langen Röhrenknochen und Hypokalzämie.
Synonyme sind: Kenny-Syndrom; Kenny-Linarelli-Syndrom; Tubuläre Stenose; Medulläre Stenose der Röhrenknochen; englisch dwarfism, cortical thickening of tubular bones & transient hypocalcemia.
Die Erstbeschreibung stammt aus dem Jahre 1966 durch die US-amerikanischen Kinderärzte Frederic M. Kenny und Louis Linarelli. Im Folgejahr beschrieb der Kinderradiologe John Caffey (1895–1978) die radiologischen Veränderungen der beiden Originalpatienten.

## Verbreitung
Die Häufigkeit wird mit unter 1 zu 1.000.000 angegeben, die Vererbung erfolgt autosomal-dominant oder autosomal-rezessiv.

## Ursache
Je nach Vererbungsmuster und zugrunde liegender Mutation können folgende Typen unterschieden werden:
- KCS1, autosomal-rezessiv, Mutationen im TBCE-Gen auf Chromosom 1 Genort q42.3[5][6]
- KCS2, autosomal-dominant, Mutationen im FAM111A-Gen auf Chromosom 11 Genort q12.1[7][8]

## Klinische Erscheinungen
Klinische Kriterien sind:
- Krankheitsbeginn im Kindesalter
- Wachstumsstörung und Proportionierter Minderwuchs
- Gesichtsdysmorphie: vorgewölbte Stirn, verzögerter Fontanellenschluss, Mikrophthalmie, Mikrognathie
- kleine Hände und Füße, Hypoplasie der Finger- und Zehennägel
- intermittierende hypokalzämische Tetanie
- Fehlsichtigkeit (Myopie oder Hyperopie), abnorm geschlängelte Gefäße der Netzhaut
- Zahnschmelzdefekte

Die Veränderungen sind beim rezessiven Typ stärker ausgeprägt.

## Diagnose
Zusätzlich zu den klinischen Befunden liegen vor:
- intermittierende Hypokalzämie, Hyperphosphatämie, Anämie, Neutropenie, gestörte Funktion der T-Lymphozyten, vermindertes Parathormon im Blutserum
- im Röntgenbild Einengung des Markraumes (Knochenmarkhöhle) in den langen Röhrenknochen, Verdickung der Kortikalis, fehlender Markraum der Schädelkalotte

Hinzukommen können Kalkablagerung in den Basalganglien.